# 1923-as magyar birkózóbajnokság
Az 1923-as magyar birkózóbajnokság a tizenhetedik magyar bajnokság volt. A bajnokságot május 4. és 6. között rendezték meg Budapesten, a Postás lóversenytéri pályáján.

## Eredmények
| Versenyszám   | Arany                        | Arany | Ezüst                            | Ezüst | Bronz                       | Bronz |
| ------------- | ---------------------------- | ----- | -------------------------------- | ----- | --------------------------- | ----- |
| Légsúly       | Áron József MTK              |       | Eidlitz Bertalan Újpesti TE      |       | Bók Endre Kaposvári MTE     |       |
| Pehelysúly    | Fehér István Budapesti AK    |       | Schrankó Árpád Budapesti AK      |       | Molnár László Törekvés SE   |       |
| Könnyűsúly    | Keresztes Lajos Húsiparos SC |       | Matura Mihály Munkás TE          |       | Fekete Antal Húsiparos SC   |       |
| Kisközépsúly  | Miskey Árpád MAC             |       | Szalay Imre Munkás TE            |       | Meiszter István Törekvés SE |       |
| Nagyközépsúly | Deák Imre MAC                |       | Büki Béla Húsiparos SC           |       | –                           |       |
| Nehézsúly     | dr. Varga Béla MAC           |       | Badowetz Rajmund Ferencvárosi TC |       | Szelky Ottó Vasas SC        |       |